# Claude Frassen

De Deo in se subsistente, 1720

Claude Frassen (Péronne (Saona e Loira), 1620 – 26 febbraio 1711) è stato un teologo, filosofo francescano e scotista francese.

## Biografia
Entrò nei francescani diciassettenne e dopo l'anno di noviziato completò gli studi a Parigi, dove insegnò poi teologia e filosofia per trent'anni. Nel 1662 diventò dottore della Sorbona e nel 1682 definitore generale. Partecipò al capitolo generale dell'ordine a Toledo e Roma.
Fu consigliere, fra gli altri, di Luigi XIV di Francia.

## Opere
- (LA) Claude Frassen, De Deo in se subsistente, Romae, Rocco Bernabò, 1720. URL consultato il 13 aprile 2015.
- (LA) Claude Frassen, De Deo intelligente et volente, Romae, Rocco Bernabò, 1720. URL consultato il 13 aprile 2015.
- (LA) Claude Frassen, De Sanctissimae Trinitatis mysterio, Romae, Rocco Bernabò, 1720. URL consultato il 13 aprile 2015.
- (LA) Claude Frassen, De divinae gratiae beneficio, Romae, Rocco Bernabò, 1721. URL consultato il 13 aprile 2015.
- (LA) Claude Frassen, De divini verbi incarnatione. 1, Romae, Rocco Bernabò, 1721. URL consultato il 13 aprile 2015.
- (LA) Claude Frassen, De formatione, et ordinatione creaturarum corporalium, Romae, Rocco Bernabò, 1721. URL consultato il 13 aprile 2015.
- (LA) Claude Frassen, De legibus, Romae, Rocco Bernabò, 1721. URL consultato il 13 aprile 2015.
- (LA) Claude Frassen, De eucharistia, Romae, Rocco Bernabò, 1722. URL consultato il 13 aprile 2015.
- (LA) Claude Frassen, De ordine, et matrimonio, Romae, Rocco Bernabò, 1722. URL consultato il 13 aprile 2015.
- (LA) Claude Frassen, De sacramentis in genere, Romae, Rocco Bernabò, 1722. URL consultato il 13 aprile 2015.
- (LA) Claude Frassen, De angelis, Romae, Rocco Bernabò, 1721. URL consultato il 13 aprile 2015.
- (LA) Claude Frassen, De divini verbi incarnatione. 2, Romae, Rocco Bernabò, 1721. URL consultato il 13 aprile 2015.